# Equipe bósnia na Copa Davis
A equipe bósnia na Copa Davis representa a Bósnia e Herzegovina na Copa Davis, principal competição de tênis masculina por equipes do mundo. É administrada pela Tennis Association of Bosnia and Herzegovina.